# Episodi di Un ciclone in convento (settima stagione)
La settima stagione di Un ciclone in convento è stata trasmessa sul canale tedesco Das Erste dall'8 gennaio all'8 aprile 2008.
In Italia è andata in onda nel 2009 su Rai 1 tranne l'episodio L'attentato che è andato in onda per la prima volta venerdì 15 luglio 2011.
| n° | Titolo originale       | Titolo italiano                | Prima TV originale | Prima TV Italia |
| -- | ---------------------- | ------------------------------ | ------------------ | --------------- |
| 1  | Am seidenen Faden      | L'attentato                    | 8 gennaio 2008     | 15 luglio 2011  |
| 2  | Schwere Geburt         | La suora in bianco             | 15 gennaio 2008    | 2009            |
| 3  | Dicke Brummer          | I giganti della strada         | 22 gennaio 2008    | 2009            |
| 4  | Waisenkind             | Il pirata della strada         | 5 febbraio 2008    | 2009            |
| 5  | Wehret den Anfängen    | Una classe difficile           | 12 febbraio 2008   | 2009            |
| 6  | Volltreffer            | Lo smemorato di Kaltenthal     | 19 febbraio 2008   | 2009            |
| 7  | Schatzsucher           | Caccia al tesoro               | 26 febbraio 2008   | 2009            |
| 8  | Dicke Luft             | Alla ricerca del cuoco perduto | 4 marzo 2008       | 2009            |
| 9  | Zug nach Nirgendwo     | Il treno delle 11              | 11 marzo 2008      | 2009            |
| 10 | Alte Wunden            | Pazzo di gelosia               | 18 marzo 2008      | 2009            |
| 11 | Teuflisches Spiel      | Il borgomastro                 | 25 marzo 2008      | 2009            |
| 12 | Auf Biegen und Brechen | Il tesoro di Wallenstein       | 1º aprile 2008     | 2009            |
| 13 | Stehaufmännchen        | Il proiettile umano            | 8 aprile 2008      | 2009            |